# Советизм
Советизмы — слова, сокращения, фразы, лозунги, идеологемы, сформировавшиеся в советскую эпоху.